# Court Tomb von Ballymarlagh

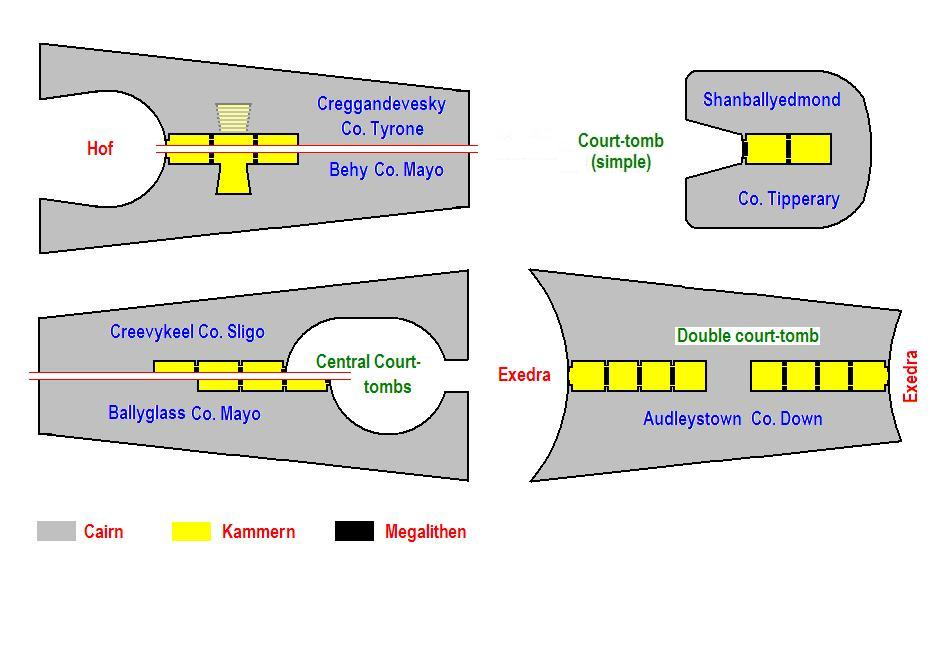
Grundrisse von Court Tombs

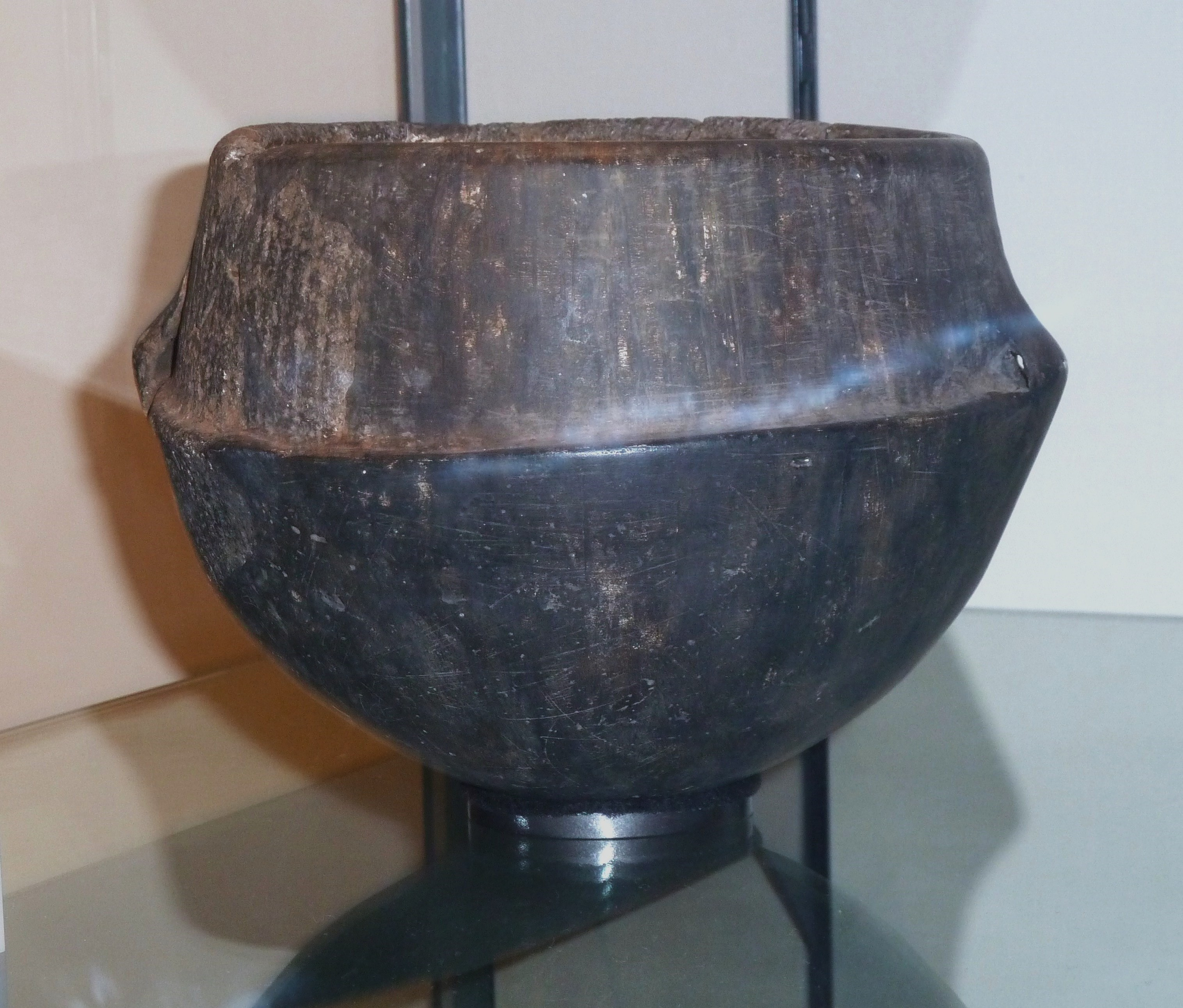
Keramik von Ballymarlagh vom Typ Western Neolithic Ware

Das Court Tomb von Ballymarlagh (irisch Baile Marlach), südöstlich von Ballymena, im County Antrim in Nordirland, liegt in einem langen West-Ost-orientierten Cairn. Court Tombs gehören zu den megalithischen Kammergräbern (englisch chambered tombs) in Irland und Großbritannien. Sie werden mit etwa 400 Exemplaren größtenteils in Ulster im Norden der Republik Irland und in Nordirland gefunden. Der Begriff Court Tomb wurde 1960 von dem irischen Archäologen Ruaidhrí de Valera eingeführt.
Am östlichen Ende des Court Tombs gibt es Reste des Hofes (englisch court), von dem mehr als die Hälfte intakt ist, mit bis zu 1,5 m hohen Steinen der Exedra. Die Galerie ist etwa 11,0 m lang und enthält vier Kammern. Am westlichen Ende liegt auf der Achse der Galerie eine Nebenkammer.
Ballymarlagh ist ein Scheduled Monument.